# Inibitori della ricaptazione di serotonina e noradrenalina
Gli inibitori della ricaptazione di serotonina e noradrenalina, noti anche con l'acronimo SNRI (dall'inglese serotonin-norepinephrine reuptake inhibitor), sono una classe di farmaci antidepressivi utilizzati per il trattamento del disturbo depressivo maggiore, i disturbi d'ansia, il disturbo ossessivo-compulsivo (DOC), la fobia sociale, il disturbo da deficit di attenzione e iperattività (ADHD), ma anche altri disturbi non prettamente psichiatrici come il dolore neuropatico cronico, la sindrome fibromialgica ed alcuni sintomi della menopausa.
Si ritiene siano in grado di modificare la concentrazione nel cervello di alcuni neurotrasmettitori responsabili della regolazione del tono dell'umore e in particolare di aumentare la concentrazione della serotonina e della norepinefrina bloccando il principale processo biologico di eliminazione di queste dal vallo sinaptico (reuptake), agendo in tal senso in maniera simile agli antidepressivi triciclici. La doppia inibizione della ricaptazione della serotonina e della noradrenalina sembra offrire dei vantaggi terapeutici rispetto ad altri farmaci antidepressivi, come gli SSRI. Possono essere particolarmente utili in caso di dolore cronico o neuropatico concomitante.
Gli SNRI, insieme agli SSRI, sono considerati antidepressivi tipici di seconda generazione. Negli ultimi due decenni, gli antidepressivi di seconda generazione hanno sostituito gli antidepressivi di prima generazione, come gli antidepressivi triciclici (TCA) e gli inibitori delle monoamino-ossidasi (IMAO), come farmaci di scelta per il trattamento di diversi disturbi psichiatrici, grazie alla loro migliore tollerabilità e profilo di sicurezza.

## Farmacologia
Gli inibitori selettivi del reuptake della serotonina e noradrenalina sono in grado di bloccare, probabilmente per inibizione competitiva, l'attività del "trasportatore della serotonina" (Serotonin Transporter, SERT) e del "trasportatore della noradrenalina" (Noradrenalin Transporter, NET), delle proteine trasportatrici di membrana deputate a raccogliere i neurotrasmettitori rilasciati dal neurone presinaptico nello spazio sinaptico, per ritrasportarli all'interno del neurone presinaptico dove verranno riciclati (cioè inglobati in nuove vescicole, pronti per essere rilasciati al successivo impulso nervoso) oppure degradati da enzimi (i più importanti dei quali sono le monoammino ossidasi). Il blocco del reuptake si crede porti quindi ad un aumento della concentrazione di questi neurotrasmettitori nelle sinapsi che possono così stimolare più a lungo i rispettivi recettori.
Al di là del nome, questi farmaci sono in grado di influenzare la concentrazione nel cervello anche di altri neurotrasmettitori: ad esempio è noto che nella corteccia frontale, la ricaptazione della dopamina avviene ad opera del trasportatore della norepinefrina (NET), di conseguenza in quest'area cerebrale la somministrazione di un SNRI determina anche un aumento dell'attività della dopamina, oltre che di quella della serotonina e della noradrenalina. Studi recenti hanno dimostrato che questi farmaci possono inoltre espletare effetti antinfiammatori nei confronti della microglia (nel corso della depressione sono state rilevate alterazioni nei livelli di marker infiammatori).
Il loro razionale d'uso si basa sulla "ipotesi monoaminergica", una teoria empirica secondo cui l'origine della depressione e di altri disturbi psichiatrici sarebbe da ricercarsi in una diminuzione della quantità di alcuni neurotrasmettitori nel cervello. In particolare la noradrenalina è stata correlata alla vigilanza e all'energia, nonché all'ansia, all'attenzione e all'emotività mentre la serotonina all'ansia, alle ossessioni e alle compulsioni.
Gli SNRI sono in grado di bloccare il processo di reuptake, e quindi aumentare la concentrazione di neurotrasmettitori nel vallo sinaptico, entro poche ore dalla somministrazione, eppure gli effetti antidepressivi si cominciano a manifestare solo diverse settimane dopo l'inizio del trattamento. Non c'è una spiegazione univoca per questa latenza d'azione, le ipotesi più accreditate la imputano al fatto che affinché si manifestino gli effetti antidepressivi devono verificarsi degli adattamenti nei meccanismi di regolazione e nella chimica del neurone, come ad esempio la desensibilizzazione dei recettori e l'induzione di fattori neurotrofici (come il BDNF).
La maggior parte degli SNRI, tra cui venlafaxina, desvenlafaxina e duloxetina, sono più selettivi e potenti nei confronti della ricaptazione per la serotonina rispetto alla noradrenalina, mentre milnacipran è tre volte più selettivo per la noradrenalina che per la serotonina. Si ritiene che l'azione sulla noradrenalina sia necessaria per l'efficacia contro il dolore neuropatico, una proprietà condivisa con i vecchi antidepressivi triciclici (TCA), ma non con gli SSRI.
Il meccanismo d'azione della maggior parte dei farmaci SNRI deve però prendere in considerazione i metaboliti che possono essere essi stessi farmacologicamente attivi e partecipare perciò all'effetto terapeutico complessivo. Ad esempio, il metabolita primario della venlafaxina (O-desmetilvenlafaxina) è un potente inibitore della ricaptazione di serotonina e noradrenalina.

## Elenco di SNRI
Degli antidepressivi SNRI fanno parte:
- Duloxetina (Cymbalta, Xeristar)
- Venlafaxina (Efexor, Faxine, Zarelis)
- Desvenlafaxina (Pristiq)
- Milnacipran (Ixel)